# Реньєрит
Реньєрит (англ. renierite; нім. Renierit) — мінерал, складний сульфід міді, заліза і ґерманію каркасної будови.

## Загальний опис
Хімічна формула:
- 1. За Є. Лазаренком: (Cu, Fe)3(Fe, Ge)S4.
- 2. За «Fleischer's Glossary» (2004): (Cu, Zn)11(Ge, As)2Fe4S16.

Склад у % (з родовища Цумеб, Намібія): Cu — 43,81; Fe — 12,08; Ge — 6,00; S — 31,28. Домішки: As.
Сингонія тетрагональна. Форми виділення: дрібні округлі зерна, псевдокубічні кристали, тонкі лусочки, зернисті маси. Утворює кристали кубічного обрису і дрібні округлі зерна.
Густина 4,3-4,5.
Твердість 4,0-4,5.
Колір помаранчевий, трохи жовтуватий.
Блиск металічний, бронзовий. Непрозорий. Магнітний. Анізотропний.
Зустрічається в гідротермальних жилах разом з борнітом, тенантитом, бляклими рудами та ін. Знахідки: Кіпучі (Катанга, ДР Конго), Цумеб (Намібія).
За прізвищем бельгійського геолога А.Реньє, 1948.

## Різновиди
Розрізняють:
- реньєрит олов'янистий (різновид реньєриту з родовища Челопеч в Болгарії, який містить 1 % Sn);
- реньєрит свинцевий (різновид реньєриту, який містить свинець).